# 제일모직
제일모직은 합성수지 및 기타 플라스틱 물질 제조업을 하던 삼성의 자회사이다.

## 역사
창립 전에는 마카오에서 양복을 수입하고 있었는데 양복 값이 비싸서 이병철이 착안하여 제일모직공업을 만들었다. 2000년 삼성물산으로부터 해외의류사업을 넘겨받고 2001년 학생복사업부를 아이비클럽으로 분사시켜 (주)대원에 넘겼으며, 2002년 구미 IT단지에 전자재료 공장을 세우고 2003년 F&F로부터 'KUHO' 브랜드를 인수한 뒤 2004년 OPC사업을 삼성전자에 넘겼다. 2013년 패션부문을 삼성에버랜드에 넘겼고, 2014년 삼성SDI로 합병됐다. 그 직후 삼성에버랜드가 제일모직으로 상호를 변경했다가 2015년 삼성물산과 합병하면서 이름마저 사라졌다.

## 기업정신

### 사훈
신용, 정직, 성실, 근면

## 웹사이트
- 제일모직의 웹사이트 www.cii.samsung.co.kr
- SSF SHOP의 웹사이트